# 云南无心菜
云南无心菜（学名：Arenaria yunnanensis）为石竹科无心菜属的植物，是中国的特有植物。分布于中国大陆的云南、四川等地，生长于海拔2,900米至3,800米的地区，一般生于高山针叶林林缘或山坡草地，目前尚未由人工引种栽培。

## 别名
云南蚤缀（中国高等植物图鉴）

## 异名
- Arenaria yunanensis Franch. var. caespitosa C. Y. Wu